# Eberbacher Hof (Köln)

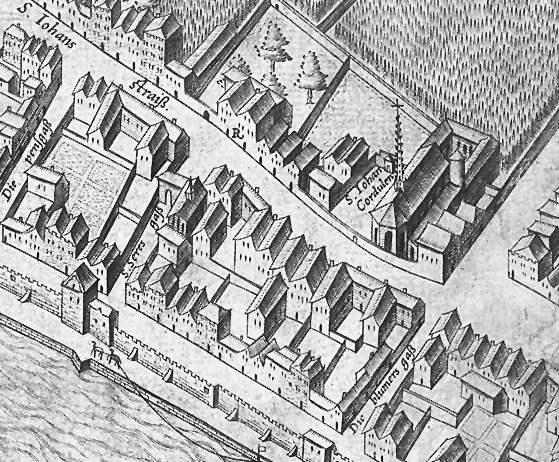
Der Eberbacher Hof in Köln lag beiderseits der Servasgasse nahe St. Kunibert (Ausschnitt der Kölner Stadtansicht von 1570).

Der Erbacher- oder Eberbacher Hof war der Stadthof des Klosters Eberbach im Rheingau in der Stadt Köln. Er war ein wichtiger mittelalterlicher Stadthof des Klosters und zugleich ein Zentrum des Kölner Weinhandels. Teil des Hofes war die Servaspforte der Kölner Stadtmauer, durch die ein direkter Zugang zum Rheinhafen bestand.

## Geschichte
Das Errichtungsdatum des Hofes ist nicht überliefert, erfolgte jedoch wahrscheinlich bereits wenige Jahre nach Gründung des Klosters im Jahr 1136. Erstmals urkundlich erwähnt wurde der Hof 1163, als Papst Alexander III den Erbacher Keller und Hof unter seinen Schutz des Papstes stellte.
Zu diesem frühen Zeitpunkt waren Stadthöfe bei Zisterzienserklöstern eher die Ausnahme. Erst in den 1180er Jahren erlaubte das Generalkapitel des Ordens generell ihre Einrichtung, wenn auch zunächst auf ein Gebäude pro Ort beschränkt.
Durch den Stadthof, der von Konversen des Klosters bewirtschaftet wurde, kam es zum Austausch zwischen dem Orden und den Kölner Bürgern. Wiederholt kam es zu Stiftungen wohlhabender Kölner zu Gunsten des Klosters. Auch traten Kölner hier dem Orden bei, unter ihnen Heinrich, der von 1352 bis 1369 als Abt dem Kloster vorstand. Der Hof befand sich in der erst 1108 ummauerten Kölner Vorstadt Niederich unweit der Kirche St. Kunibert. In unmittelbarer Umgebung unterhielten weitere Klöster, darunter das Zisterzienserkloster Altenberg, Stadthöfe. Im Jahr 1292 übertrug die Stadt Köln die Servaspforte an das Kloster. Damit hatte der Klosterhof einen direkten Zugang zur Rheinhafen. Mit der Übertragung war die Verpflichtung verbunden, die Pforte zu unterhalten. Für das Kloster bedeutete die Übertragung zugleich die Erteilung des Bürgerrechts in der Stadt.
Schrittweise wurde der Hof durch Zukäufe vergrößert. Als Hauptgebäude des Hofes diente ein dreigeschossiges Wohn- und Verwaltungshaus mit einem großen Kornspeicher. Daneben erwarb das Kloster sieben Weinkeller, in denen um das Jahr 1500 bis zu 500.000 Liter Wein lagerten. Hinzu kamen weitere Nebengebäude. Die Gesamtanlage war von einer Mauer umschlossen und bildete eine „Stadt in der Stadt“. Dem Hof stand zunächst ein Konverse vor, im späten Mittelalter und der Frühen Neuzeit sind auch Mönche und weltliche Hofmänner bezeugt.
Der Hof war Ziel der Kölnfahrt, dem zentralen Ereignis im Wirtschaftsjahr des Klosters. Die Organisation und Leitung der Kölnfahrten lag bei wichtigen Konventsmitgliedern. Üblicherweise beim Bursar oder direkt beim Abt. Bei der Kölnfahrt wurden landwirtschaftliche Überschüsse der Klosterwirtschaft nach Köln befördert, um sie dort zu verkaufen. Das hauptsächliche Handelsgut des Klosters war Wein. Wein machte bis zu 60 Prozent der jährlichen Verkaufserträge aus. Daneben wurden Getreide, Holz und Handwerksprodukte der Klosterwerkstätten verkauft. Die Kölnfahrt fand jährlich im Herbst nach der Weinlese oder im folgenden Frühjahr statt. Hierbei fuhr die Flotte des Klosters vom Hof Reichartshausen im Rheingau flussabwärts und sammelte die Erträge der Klosterhöfe im Mittelrheintal ein. 1185 wurde das Kloster vom königlichen Rheinzoll in Koblenz befreit. Durch diplomatische Bemühungen gelang es dem Kloster in den folgenden Jahrzehnten, Zollfreiheit an allen Zollstationen bis Köln zu erhalten.
In Köln gehörte das Kloster zu den wichtigsten kirchlichen Weinimporteuren. Lediglich das Domstift konnte eine vergleichbare Menge importieren. Der importierte Wein wurde überwiegend an Kölner Großhändler verkauft, die ihn in den gesamten nordeuropäischen Raum exportierten. Aufgrund der Qualität gelang es dem Kloster in der Regel, überdurchschnittliche Preise zu erzielen. Neben dem Verkauf von Überschüssen dienten die Kölnfahrten der Bedarfsdeckung mit Gütern, die das Kloster nicht selbst herstellen konnte. Dass waren insbesondere Salz, Seefische, Metallwaren und Gewürze. Die teilweise erhaltenen Einkaufslisten des Klosters ermöglichen einen detaillierten Einblick in diese Vorgängen. So ist eine Einkaufsliste von 1517 der älteste erhaltene Nachweis der Verwendung von Hausenblasen, der Schwimmblase des Störs, zur Weinklärung.
Ab dem 15. Jahrhundert sank allmählich die Bedeutung der Kölnfahrt und damit des Stadthofs für das Kloster. Es wurde für das Kloster zunehmend schwerer, die Zollprivilegien zu erneuern. Hinzu kamen Konflikte mit dem Rat und Bürgern der Stadt Köln. Grund waren Streitigkeiten über die Rechte, die dem Kloster in der Stadt zustanden. Hierbei handelte es sich um das Stapelrecht und den Direktverkauf von Wein an Endverbraucher. In den 1410er Jahren bemühte sich Johann von Nassau-Wiesbaden-Idstein, der Erzbischof von Mainz, um einen Ausgleich zwischen Stadt und Kloster. Aufgrund des neuen Rheinzolls, den die Stadt Köln 1475 einführte, musste das Kloster auf Druck der Kurfürsten von Köln und Mainz seinen Wein 1488 vorübergehend in Deutz verkaufen.
Bis zum 16. Jahrhundert blieb Köln Hauptumschlagplatz für den Eberbacher Weinhandel. Die Verhältnisse zwischen Stadt und Kloster wurden jedoch zunehmend schlechter. Am 23. November 1523 besetzten Soldaten der Stadt die Servaspforte und verwehrten den Zutritt zum Klosterhof. Daraufhin verlagerte das Kloster mit Genehmigung des Kölner Erzbischofs seinen Weinhandel nach Zons. In den folgenden Jahren bemühte sich der Kölner Rat vergeblich, die Zurückverlegung des Weinhandels in die Stadt Köln zu erreichen. Trotz Gesandtschaften der Stadt Köln in den Rheingau blieb das Vorhaben ohne Erfolg. Ab der Mitte des 16. Jahrhunderts verkaufte das Kloster den Wein dann direkt in den Anbaugebieten an Großhändler. Im folgenden Jahrhundert verschob sich hierdurch der Weinhandel zunehmend auf die Messeplätze Frankfurt und Leipzig. Der Kölner Stadthof verlor seine Bedeutung und wurde verpachtet.
Ein letztes bedeutendes Ereignis der Klostergeschichte fand im Dreißigjährigen Krieg statt. Als Truppen des Schwedischen Heeres in den Rheingau einfielen, flohen Abt Leonhard und der Konvent am 29. November 1631 mit dem Klosterarchiv in den Kölner Stadthof. Die Schwedische Armee besetzt die Klostergebäude im Rheingau. Diese wurden von König Gustav II Adolf an Axel Oxenstierna als persönlicher Besitz übergeben.
Der Kölner Stadthof blieb Exilsitz des Konvents. Die Mönche lebten jedoch in Zisterzienserklöstern im Kölner Raum, insbesondere im Kloster Himmerod. Abt Leonhard starb nach einem Jahr im Kölner Exil und wurde in der St. Kolumba-Kirche in Köln begraben. Zu seinem Nachfolger wurde Nikolaus Weinbach gewählt. Unter seiner Leitung konnte der Konvent 1635 von Köln in den Rheingau zurückkehren.
Obwohl der Hof in der Neuzeit keine Bedeutung mehr für das Kloster besaß, hielt es an ihm weiter fest. Die Gebäude wurden jedoch wieder verpachtet. Erst 1787, nur wenige Jahre vor Aufhebung des Klosters, verkaufte Abt Adolph II. Werner aus Salmünster die Gebäude. In den Gebäuden wurde zunächst eine Zuckerraffinerie eingerichtet. Im 19. Jahrhundert wurden die Grundstücke mit Wohn- und Geschäftshäusern überbaut.